# Globidrillia ferminiana
Globidrillia ferminiana é uma espécie de gastrópode do gênero Globidrillia, pertencente a família Drilliidae.